# سیجی فوجیه
سیجی فوجیه (انگلیسی: Seiji Fujie؛ زادهٔ ۱۵ ژوئن ۱۹۴۱) بازیکن بسکتبال اهل ژاپن بود.